# Pielografia
Pielografia – badanie radiologiczne mające na celu uwidocznienie i następową ocenę miedniczki nerkowej.
Do miedniczki nerkowej wprowadza się cewnik i następnie podaje się przez niego środek cieniujący (tzw. kontrast) po czym wykonuje się zdjęcie RTG. Następnie można wprowadzić tenże cewnik do moczowodu i ponownie podaje się kontrast – badanie nosi nazwę ureteropielografii i pozwala ocenić oprócz miedniczki i kielichów nerkowych, także moczowody.